# Isla Maderas Negras
Terreno Maderas Negras es el nombre que recibe un terreno continental, considerado reserva protegida ubicada en el noroeste del país centroamericano de Nicaragua, específicamente en las coordenadas geográficas 12°34′N 87°16′O / 12.567, -87.267 frente a la costa del océano Pacífico cerca de las localidades de Fátima y San Miguel. Administrativamente depende del municipio El Viejo en el Departamento Nicaragüense de Chinandega fronterizo con el territorio de Honduras.